# 不列颠革命共产党（马列）
不列颠革命共产党（马列）（英語：Revolutionary Communist Party of Britain (Marxist–Leninist)，缩写为RCPB-ML）是英国的一个共产主义政党。该党成立于1972年3月，原名英格兰共产党（马列）。在该党抛弃毛主义，转而接受霍查主义后，于1979年改用现名。
该党的意识形态是共产主义、马克思列宁主义、霍查主义、反修正主义。该党的政治立场是极左翼。该党的全国发言人是Chris Coleman。它的总部位于伦敦。该党曾派代表出席国际共产主义研讨会。
该党深受加拿大共产党（马列）已故领袖哈迪亚尔·贝恩斯的政治思想影响。